# Stanisłau Szczarbaczenia
Stanisłau Szczarbaczenia (białor. Станіслаў Шчарбачэня, ros. Станислав Щербаченя, ur. 5 marca 1985 w Bobrujsku) – białoruski wioślarz, mistrz świata w 2012 roku, dwukrotny wicemistrz Europy, reprezentant Białorusi na letnich igrzyskach olimpijskich w 2004, 2008, 2012 i 2016 roku.

## Osiągnięcia
| Rok  | Impreza                        | Miejsce             | Konkurencja          | Lokata      |
| ---- | ------------------------------ | ------------------- | -------------------- | ----------- |
| 2001 | Mistrzostwa Świata Juniorów    | Duisburg            | czwórka bez sternika | 2. miejsce  |
| 2002 | Puchar Świata                  | Lucerna             | czwórka bez sternika | 14. miejsce |
| 2002 | Mistrzostwa Świata Juniorów    | Troki               | dwójka bez sternika  | 4. miejsce  |
| 2003 | Mistrzostwa Świata Juniorów    | Ateny               | czwórka podwójna     | 4. miejsce  |
| 2004 | Puchar Świata                  | Poznań              | czwórka podwójna     | 2. miejsce  |
| 2004 | Puchar Świata                  | Monachium           | czwórka podwójna     | 1. miejsce  |
| 2004 | Puchar Świata                  | Lucerna             | czwórka podwójna     | 4. miejsce  |
| 2004 | Igrzyska Olimpijskie           | Ateny               | czwórka podwójna     | 6. miejsce  |
| 2005 | Puchar Świata                  | Eton                | czwórka podwójna     | 4. miejsce  |
| 2005 | Puchar Świata                  | Monachium           | czwórka podwójna     | 7. miejsce  |
| 2005 | Puchar Świata                  | Lucerna             | czwórka podwójna     | 7. miejsce  |
| 2005 | Młodzieżowe Mistrzostwa Świata | Amsterdam           | czwórka podwójna     | 1. miejsce  |
| 2005 | Mistrzostwa Świata             | Gifu                | czwórka podwójna     | 12. miejsce |
| 2006 | Puchar Świata                  | Monachium           | czwórka podwójna     | 6. miejsce  |
| 2006 | Puchar Świata                  | Poznań              | czwórka podwójna     | 5. miejsce  |
| 2006 | Młodzieżowe Mistrzostwa Świata | Hazewinkel          | dwójka podwójna      | 1. miejsce  |
| 2006 | Mistrzostwa Świata             | Eton                | czwórka podwójna     | 11. miejsce |
| 2007 | Puchar Świata                  | Ottensheim          | dwójka podwójna      | 13. miejsce |
| 2007 | Puchar Świata                  | Amsterdam           | dwójka podwójna      | 7. miejsce  |
| 2007 | Młodzieżowe Mistrzostwa Świata | Glasgow             | dwójka podwójna      | 1. miejsce  |
| 2007 | Mistrzostwa Europy             | Poznań              | czwórka podwójna     | 3. miejsce  |
| 2008 | Puchar Świata                  | Monachium           | dwójka podwójna      | 13. miejsce |
| 2008 | Puchar Świata                  | Lucerna             | dwójka podwójna      | 10. miejsce |
| 2008 | Puchar Świata                  | Poznań              | dwójka podwójna      | 9. miejsce  |
| 2008 | Igrzyska Olimpijskie           | Pekin               | dwójka podwójna      | 7. miejsce  |
| 2008 | Mistrzostwa Europy             | Ateny               | dwójka podwójna      | 9. miejsce  |
| 2009 | Puchar Świata                  | Banyoles            | jedynka              | 5. miejsce  |
| 2009 | Puchar Świata                  | Monachium           | jedynka              | 7. miejsce  |
| 2009 | Puchar Świata                  | Lucerna             | dwójka podwójna      | 9. miejsce  |
| 2009 | Mistrzostwa Świata             | Poznań              | dwójka podwójna      | 14. miejsce |
| 2009 | Mistrzostwa Europy             | Brześć              | czwórka podwójna     | 2. miejsce  |
| 2010 | Puchar Świata                  | Lucerna             | czwórka podwójna     | 9. miejsce  |
| 2010 | Mistrzostwa Europy             | Montemor-o-Velho    | dwójka podwójna      | 12. miejsce |
| 2011 | Puchar Świata                  | Monachium           | czwórka bez sternika | 4. miejsce  |
| 2011 | Puchar Świata                  | Hamburg             | czwórka bez sternika | 3. miejsce  |
| 2011 | Mistrzostwa Świata             | Bled                | czwórka bez sternika | 9. miejsce  |
| 2011 | Mistrzostwa Europy             | Płowdiw             | czwórka bez sternika | 2. miejsce  |
| 2012 | Puchar Świata                  | Belgrad             | czwórka bez sternika | 3. miejsce  |
| 2012 | Puchar Świata                  | Lucerna             | czwórka bez sternika | 4. miejsce  |
| 2012 | Puchar Świata                  | Monachium           | czwórka bez sternika | 3. miejsce  |
| 2012 | Igrzyska Olimpijskie           | Londyn              | czwórka bez sternika | 7. miejsce  |
| 2012 | Mistrzostwa Świata             | Płowdiw             | dwójka podwójna      | 1. miejsce  |
| 2012 | Mistrzostwa Europy             | Varese              | czwórka bez sternika | 5. miejsce  |
| 2013 | Mistrzostwa Europy             | Sewilla             | ósemka               | 5. miejsce  |
| 2013 | Puchar Świata                  | Lucerna             | czwórka bez sternika | 5. miejsce  |
| 2013 | Mistrzostwa Świata             | Chungju             | czwórka bez sternika | 7. miejsce  |
| 2014 | Mistrzostwa Europy             | Belgrad             | jedynka              | 4. miejsce  |
| 2014 | Puchar Świata                  | Aiguebelette-le-Lac | jedynka              | 5. miejsce  |
| 2014 | Puchar Świata                  | Lucerna             | jedynka              | 13. miejsce |
| 2014 | Mistrzostwa Świata             | Amsterdam           | jedynka              | 7. miejsce  |
| 2015 | Mistrzostwa Europy             | Poznań              | jedynka              | 7. miejsce  |
| 2015 | Puchar Świata                  | Varese              | jedynka              | 3. miejsce  |
| 2015 | Puchar Świata                  | Lucerna             | jedynka              | 8. miejsce  |
| 2015 | Mistrzostwa Świata             | Aiguebelette-le-Lac | jedynka              | 7. miejsce  |
| 2016 | Puchar Świata                  | Varese              | jedynka              | 7. miejsce  |
| 2016 | Mistrzostwa Europy             | Brandenburg         | jedynka              | 5. miejsce  |
| 2016 | Puchar Świata                  | Lucerna             | jedynka              | 7. miejsce  |
| 2016 | Igrzyska Olimpijskie           | Rio de Janeiro      | jedynka              | 5. miejsce  |
| 2017 | Puchar Świata                  | Belgrad             | jedynka              | 5. miejsce  |
| 2017 | Mistrzostwa Europy             | Račice              | jedynka              | 3. miejsce  |